# Davor Reba
Davor Reba (Zagreb 1975.) istaknuti je hrvatski klarinetist i pedagog. Školovao se u Zagrebu u klasi prof. Giovannia Cavallina, diplomirao i magistrirao na Muzičkoj akademiji u Zagrebu u klasi prof. Josipa Tonžetića. Usavršavao se u Antwerpenu u klasi prof. Waltera Boeykensa kao i na raznim seminarima. Dobitnik je 1. nagrade na posljednjem natjecanju učenika i studenata Jugoslavije. Održao je niz solističkih recitala u Hrvatskoj i inozemstvu s uvaženim pijanistima: Ljubomirom Gašparevićem, Darkom Domitrovićem, Veljkom Glodićem, Marinom Pletikosom, Martinom Cukrov, Vlastom Gyurom, Lanom Bradić i dr.
Nastupao je uz pratnju Zagrebačke filharmonije, Hrvatskog komornog orkestra i Zadarskog komornog orkestra. Surađivao je i s brojnim komornim ansamblima: Cantusom, Zagrebačkim kvartetom, Kvartetom Porin, Kvartetom klarineta «Arundo Donex», Puhačkim kvintetom «Crowind», te Varaždinskim komornim i Hrvatskim komornim orkestrom.
Suosnivač je Puhačkog okteta ZF i Septeta «Ad libitum ZF» s kojima trenutno redovito nastupa. Od 1997. godine stalni je član Zagrebačke filharmonije, a 2001. godine i njezin solo klarinetist. S orkestrom ZF odlazi na turneje po Europi, Japanu i Meksiku i surađuje s mnogim svjetski proslavljenim dirigentima i solistima. 2006. godine bio je predstavnik Hrvatske u World Philharmonic Orchestra u Parizu.
Predaje klarinet na Glazbenoj akademiji u Zagrebu u statusu izvanrednog profesora. Redovito održava ljetne seminare u Pučišćima (otok Brač). Suosnivač je međunarodnog seminara i natjecanja klarinetista VIMM.
Član je ocjenjivačkih sudova državnih i međunarodnih natjecanja.

## IZVORI
1. ↑  quercus.mic.hr[neaktivna poveznica]